# Льєтор
Льєтор (ісп. Liétor) — муніципалітет в Іспанії, у складі автономної спільноти Кастилія-Ла-Манча, у провінції Альбасете. Населення — 1440 осіб (2010).
Муніципалітет розташований на відстані близько 260 км на південний схід від Мадрида, 50 км на південь від Альбасете.
На території муніципалітету розташовані такі населені пункти: (дані про населення за 2010 рік)
- Каньяда-де-Тобарра: 0 осіб
- Касабланка: 43 особи
- Ель-Хінете: 5 осіб
- Іхар: 15 осіб
- Льєтор: 1356 осіб
- Мульїдар: 20 осіб
- Талаве: 1 особа

## Демографія
Динаміка населення (INE ):

## Галерея зображень

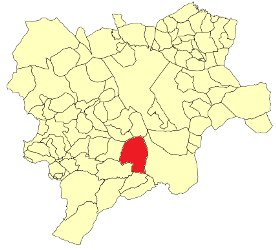
Розташування муніципалітету у провінції Альбасете
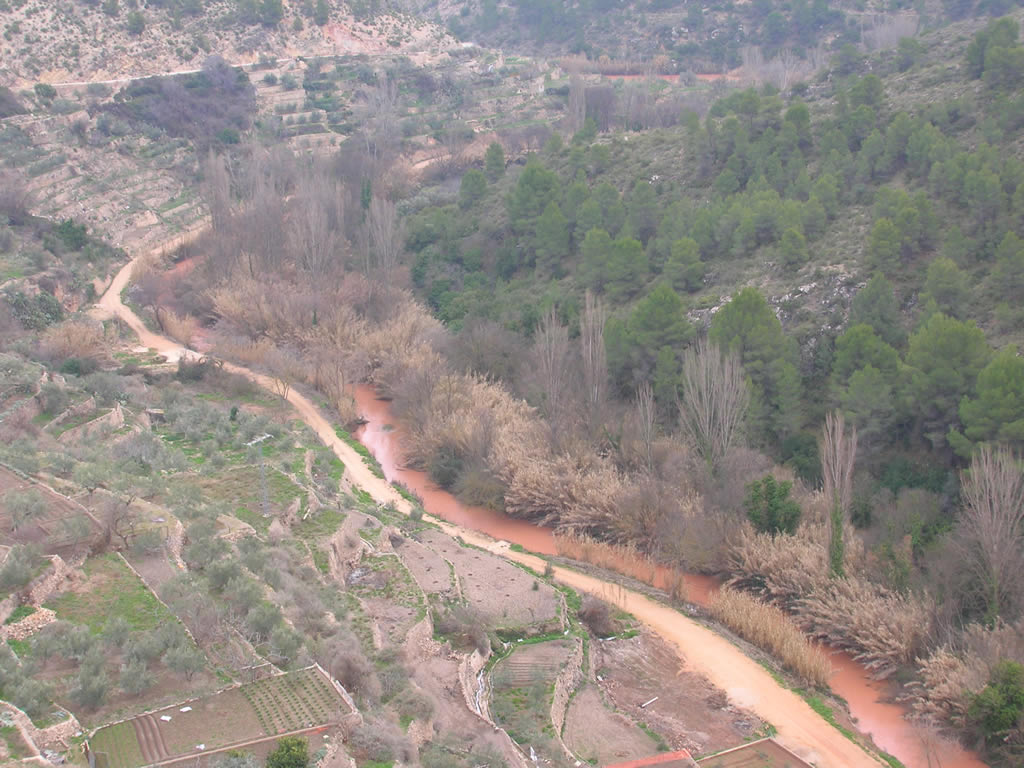
Річка Мундо